# 14-я армия (РККА)
14-я армия (РККА) — одна из армий РККА, сформированная во время Гражданской войны.
Создана постановлением РВСР от 4 июня 1919 на базе 2-й Украинской советской армии. Действовала в составе Южного фронта, с 10 января 1920 — Юго-Западного фронта..
В декабре 1920 г. Управление Южного фронта переформировывается в Управление Вооружённых Сил Украины и Крыма (далее в ВСУК) (приказ РВСР № 2660/532 от 3 декабря 1920 года). 14-я армия переходит в их состав.,
Расформирована армия 5 января 1921.

## Состав
В состав армии входили:
- 7-я стрелковая дивизия (сентябрь — ноябрь 1919)
- 7-я Украинская советская дивизия (июнь-июль 1919)
- 12-я стрелковая дивизия (ноябрь — декабрь 1920)
- 24-я стрелковая дивизия (август — ноябрь 1920)
- 41-я стрелковая дивизия (июль 1919 — декабрь 1920)
- 42-я стрелковая дивизия (январь 1920)
- 44-я стрелковая дивизия (апрель — май 1920, июнь 1920)
- 45-я стрелковая дивизия (ноябрь 1919 — март 1920, апрель — май 1920, июнь 1920, август — декабрь 1920)
- 46-я стрелковая дивизия (август 1919 — январь 1920)
- 47-я стрелковая дивизия (июнь — июль 1920, август — декабрь 1920)
- 5-я стрелковая дивизия (ноябрь — декабрь 1919)
- 55-я стрелковая дивизия (ноябрь — декабрь 1920)
- 57-я стрелковая дивизия (июль — ноябрь 1919)
- 58-я стрелковая дивизия (июль — август 1919, декабрь 1920)
- 60-я стрелковая дивизия (август 1919, февраль — декабрь 1920)
- Латышская стрелковая дивизия (октябрь 1919 — март 1920)
- Эстонская стрелковая дивизия (октябрь 1919)
- 8-я кавалерийская дивизия Червонного казачества (сентябрь — ноябрь 1919, май — июль 1920, август — октябрь 1920)
- Крымская советская армия (подчинялась командованию 14-я армии 4 июня — 21 июля 1919)

## Боевые действия
С июня 1919 14-я армия вела тяжёлые оборонительные бои с Вооружёнными силами Юга России и контр-партизанскую борьбу с махновцами в Донбасе и на Левобережной Украине (на екатеринославском, полтавском и сумском направлениях). В октябре — ноябре 1919 года участвовала в Орловско-Курской операции на направлении главного удара, заняла Кромы, Фатеж, Льгов и Курск, затем участвовала в Харьковской операции, в декабре 1919 — январе 1920 годов заняла Екатеринослав и отрезала левофланговую группу Добровольческой армии от её главных сил. В январе — феврале 1920 года заняла районы Одессы, Тирасполя и Правобережной Украины. Во время польского наступления на Украину в апреле — мае 1920 года вела оборонительные бои, а с июня наступала против польских войск в районах Гайсина, Винницы, Проскурова. Участвовала во Львовской операции (июль-август 1920 года), вела бои с войсками УНР в районах Проскурова и Каменец-Подольска (ноябрь 1920 года).

## Командный состав
Командующие:
- К. Е. Ворошилов (7 июня — 8 июля 1919)
- С. И. Аралов (временно исполняющий должность, 18—29 июля 1919)
- А. И. Егоров (29 июля — 6 октября 1919)
- И. П. Уборевич (6 октября 1919 — 24 февраля 1920; 17 апреля — 7 июля 1920; 15 ноября — 15 декабря 1920);
- П. К. Мармузов (25 февраля — 17 апреля 1920)
- М. В. Молкочанов (8 июля — 27 сентября 1920)
- М. И. Василенко (27 сентября — 15 ноября 1920)
- И. Э. Якир (15 декабря 1920 — 6 января 1921)

Члены РВС:
- В. И. Межлаук (7 июня — 28 июля 1919)
- С. П. Нацаренус (8 июня — 10 ноября 1919)
- И. С. Кизильштейн (17 июня — 15 сентября 1919)
- А. С. Бубнов (27 июня — 10 октября 1919)
- С. И. Аралов (18 — 29 июля 1919)
- Н. Ф. Преображенский (14 августа — 24 октября 1919)
- Г. К. Орджоникидзе (5 октября 1919 — 26 января 1920)
- М. Л. Рухимович (8 декабря 1919 — 21 ноября 1920)
- Н. П. Горбунов (врид, 19 июня — 18 августа 1920)
- В. П. Затонский (20 июля — 31 октября 1920)
- П. И. Баранов (17 ноября 1920 — 5 января 1921)

Начальники штаба:
- С. О. Шкляр-Алексюк (7 — 22 июня 1919)
- К. Ф. Монигетти (22 июня — 2 июля 1919)
- П. К. Мармузов (2 — 29 июля 1919)
- Н. П. Сапожников (29 июля — 27 августа 1919)
- В. М. Бухман (врид, 27 августа — 6 октября 1919)
- С. Г. Сакварелидзе-Бежанов (7—26 октября 1919)
- В. И. Буймистров (врид, 25 февраля — 24 апреля 1920)
- С. Ф. Терпиловский (врид, 24 — 30 апреля 1920; 11 июля — 15 декабря 1920)
- М. В. Молкочанов (1 мая — 7 июля 1920)
- В. И. Стойкин (врид, 15 декабря 1920 — 1 января 1921)

Начальники артиллерии:
- Григорий Кулик с июня 1919